# 中共廣東區委軍委舊址
中共廣東區委軍委舊址是中國廣東廣州的一間中華民國大陸時期的紀念建築兼騎樓，位於廣州市越秀區珠光街道仰忠社区萬福路190號。這座建築建於1922年。1924年中共广东区委军委成立時，曾經在廣州文明路一帶辦公。1926年5月至1927年4月間搬到萬福路190号的二楼辦公，當時周恩來、鄧穎超、聶榮臻等各級中共領導都在此辦公居住。1979年12月由广东省革命委员会公布为文物保护单位。